# Middletown (Pensilvânia)
Middletown é um distrito localizado no estado norte-americano de Pensilvânia, no Condado de Dauphin.

## Demografia
Segundo o censo norte-americano de 2000, a sua população era de 9242 habitantes.
Em 2006, foi estimada uma população de 8858, um decréscimo de 384 (-4.2%).

## Geografia
De acordo com o United States Census Bureau tem uma área de
5,4 km², dos quais 5,3 km² cobertos por terra e 0,1 km² cobertos por água. Middletown localiza-se a aproximadamente 135 m acima do nível do mar.

## Localidades na vizinhança
O diagrama seguinte representa as localidades num raio de 8 km ao redor de Middletown.